# Mycena fera
Mycena fera é uma espécie de cogumelo bioluminescente da família Mycenaceae. É encontrado na América do Sul.